# Grøndalslund Kirke
Grøndalslund Kirke er en kirke i Grøndalslund Sogn i Rødovre Kommune.

## Historie
Efter 2. verdenskrig voksede befolkningstallet i Rødovre hastigt – ligesom den gjorde i Hvidovre. Pladsen på Rødovre Kirkegård var ved at slippe op, og man ledte derfor efter en ny kirkegård. Menighedsrådet fandt et passende sted hvor der tidligere lå flere gartnerier og landbrugsejendomme (den største af disse landbrugsegendomme hed Grøndalslund, heraf navnet).
Byggeriet startede i august 1951 med grundstensnedlæggelsen til kapellet. I mellemtiden mellem projektering og opførelse voksede Rødovres befolkningstal dog ekstraordinært hurtigt, og fordi Rødovre Kirkegårds plads nu var opbrugt, besluttede menighedsrådet at indvie kapellet som kirke. Kapellet indviedes som kirke d. 14 december 1952.
Selvom kirke og kirkegård nu var blevet anlagt, fungerede Grøndalslund dog stadig som filialkirke til Rødovre Kirke. Det var først i 1958 at Grøndalslund blev et selvstændigt sogn.

## Kirkebygning
Selve bygningen er udført i røde mursten med rødt teglstenstag. Bygningen er bygget sammen med sognegården, der foruden kontorer for præster og kordegn, indeholder et stort lokale til arrangementer, et køkken, toiletter og en konfirmandstue med separat indgang

## Galleri
- Grøndalslund Kirke
- Indgangparti
- Sti op til sognegårdsindgangen

## Eksterne kilder og henvisninger
- http://www.groendalslundkirke.dk/gk/historie.php Arkiveret 21. august 2007 hos  Wayback Machine
- Grøndalslund Kirke hos KortTilKirken.dk